# Colombier (Côte-d'Or)
Colombier is een gemeente in het Franse departement Côte-d'Or (regio Bourgogne-Franche-Comté) en telt 53 inwoners (2009). De plaats maakt deel uit van het arrondissement Beaune.

## Geografie
De oppervlakte van Colombier bedraagt 3,8 km², de bevolkingsdichtheid is dus 13,9 inwoners per km².
De onderstaande kaart toont de ligging van Colombier (Côte-d'Or) met de belangrijkste infrastructuur en aangrenzende gemeenten.

## Demografie
Onderstaande figuur toont het verloop van het inwonertal (bron: INSEE-tellingen).